# Хлорэтан
Хлорэта́н (хлорэтил, этилхлорид, хлористый этил, лат. Aethylii chloridum) — хлорорганическое вещество, однозамещённый галогеналкан с формулой C2H5Cl. Бесцветный легкосжижаемый газ со слабым характерным запахом, огнеопасен. Применяется в медицине для анестезии методом сильного охлаждения, ранее иногда использовался для ингаляционного наркоза, и применяется в рекреационных целях, наподобие попперс и закиси азота.
Впервые был получен алхимиком Василием Валентином в 1440 году в реакции этилового спирта и соляной кислоты
Также известен как хладагент R-160.

## Синонимы

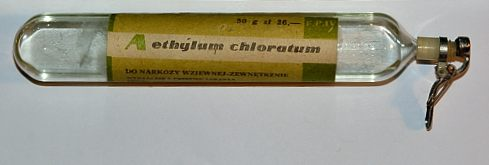
Стеклянная ампула с этилхлоратом для образования аэрозоля при проведении хлорэтилового ингаляционного наркоза

Этилхлорид, Aether chloratus, Aethylis chloridum, Aethylium chloratum, Chelen, Chlorene, Chloretan, Ethylis chloridum, Ethyl chloride, Kelen, Хлористый этил, хлорэтан.

## Общая информация
Хлорэтил является мощным наркотическим средством. При концентрации хлорэтила во вдыхаемой смеси 3—4 об. % наступает хирургическая стадия наркоза. Наркоз развивается быстро, в течение 2—3 мин, стадия возбуждения непродолжительна. Пробуждение наступает быстро.
Основной недостаток хлорэтила — малая терапевтическая широта и в связи с этим опасность передозировки.
В настоящее время хлорэтил применяют для наркоза редко (лишь при очень кратковременных оперативных вмешательствах), в основном он используется как местное средство для кратковременного поверхностного обезболивания кожных покровов.
При попадании на кожу он вызывает вследствие быстрого испарения сильное охлаждение кожи, ишемию и понижение чувствительности, что позволяет пользоваться им при небольших поверхностных операциях (разрезы кожи).
Кроме того, хлорэтилом пользуются для уменьшения кожного зуда, а также для лечения (криотерапия) рожистого воспаления, нейромиозитов, невралгий, термических ожогов, бородавчатой формы красного лишая, очаговой алопеции. Для этих целей с бокового капилляра ампулы с хлорэтилом снимают резиновый колпачок, согревают ампулу в ладони и выделяющуюся струю направляют на поверхность кожи (с расстояния 25—30 см). После появления на коже «инея» ткани становятся плотными и нечувствительными. В лечебных целях процедуры производят раз в день в течение 7—10 дней.
Применять хлорэтил следует с осторожностью: возможны гиперемия и повреждение целостности кожи с экссудацией.

### Противопоказания
Противопоказаниями к применению являются нарушения целостности кожных покровов, заболевания сосудов (варикозное расширение вен, сосудистые спазмы). Больные не должны вдыхать хлорэтил, испаряющийся с поверхности кожи.

### Физические свойства
Прозрачная, бесцветная, легко летучая жидкость своеобразного запаха. Трудно растворим в воде (приблизительно 1:50). Смешивается во всех соотношениях со спиртом и эфиром. Огнеопасен. Горит, окрашивая пламя в зелёный цвет. Плотность 0,919—0,923 (при 0 °C). Температура кипения +12—13°С.

### Форма выпуска
- в ампулах по 30 мл в упаковке по 10 штук.

### Хранение
В прохладном, защищённом от света месте.